# Конкордија (Мисури)
Конкордија (енгл. Concordia) град је у америчкој савезној држави Мисури.

## Демографија
По попису из 2010. године број становника је 2.450, што је 90 (3,8%) становника више него 2000. године.
| Група             | 2000.         | 2010.         |
| Белци             | 2.312 (98,0%) | 2.358 (96,2%) |
| Афроамериканци    | 10 (0,4%)     | 6 (0,2%)      |
| Азијати           | 4 (0,2%)      | 5 (0,2%)      |
| Хиспаноамериканци | 17 (0,7%)     | 51 (2,1%)     |
| Укупно            | 2.360         | 2.450         |